# Hichem Zahi
Hichem Ezzahi (arabisch هشام الزاهي, DMG Hīšām az-Zāhī; * 5. Oktober 1981 in Ariana, Tunesien), oft auch als Hichem Zahi transkribiert, ist ein ehemaliger tunesischer Basketballspieler und Rekordspieler des Club Africain, für den er seine gesamte professionelle Karriere von 1999 bis 2022 absolvierte.
Nach dem Gewinn des Doubles aus Meisterschaft und Pokal im Jahr 2015 prägte Zahi in einem Interview den Slogan الإفريقي عقلية / al-Ifrīqī ʿaqliyya, der wörtlich „Club Africain ist eine Mentalität“ bedeutet und später als inoffizieller Leitspruch des Vereins übernommen wurde.

## Karriere
Zahi durchlief sämtliche Jugendmannschaften des Club Africain und stieg 1999 in die erste Mannschaft auf. Über mehr als zwei Jahrzehnte war er Stammspieler auf der Position des Centers und prägte das Team maßgeblich. Während seiner Karriere gewann er mehrfach die tunesische Meisterschaft, den Pokal sowie den Supercup.
Neben seinen Erfolgen auf Vereinsebene war Zahi auch für die tunesische Nationalmannschaft aktiv und nahm unter anderem an der Afrikameisterschaft 2005 und dem Arabischen Nationen-Pokal 2008 teil.
Im Sommer 2022 beendete Zahi seine professionelle Karriere.
Nach dem Ende seiner aktiven Laufbahn übernahm er für die Saison 2023/24 das Traineramt bei Jeunesse Sportive El Menzah.

## Erfolge

### Verein
- Tunesischer Meister (4): 2004, 2014, 2015, 2016
- Tunesischer Pokalsieger (5): 1999, 2001, 2003, 2014, 2015
- Tunesischer Supercupsieger (3): 2003, 2004, 2014
- Tunesischer Ligapokal (2): 2017, 2018

### Nationalmannschaft
- Teilnahme an Basketball-Afrikameisterschaft 2005
- Teilnahme Arabischer Nationen-Pokal 2008

## Privatleben
Nach dem Ende seiner aktiven Laufbahn ist Hichem Zahi als Eigentümer von Brothers Fitness Club in seiner Heimatstadt Ariana tätig und engagiert sich im tunesischen Basketball.
Hichem Ezzahis Vater, Lotfi Zahi, war ehemaliger Basketballspieler und später langjähriger Funktionär beim Club Africain. Unter seiner Leitung gewann die Basketballabteilung erstmals die tunesische Meisterschaft. Zudem war er Schatzmeister und trug maßgeblich zur finanziellen Stabilität des Vereins bei. Trotz Krankheit engagierte er sich bis zu seinem Tod am 17. Februar 2019 intensiv für den Club.
2012 veröffentlichte Lotfi Zahi das Buch Aux origines du Club Africain, in dem er die Geschichte des Vereins und des tunesischen Sports dokumentiert.